# Doyenné (poire)
Pour les articles homonymes, voir Doyenné.

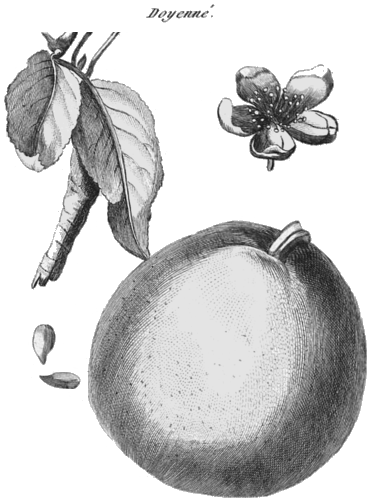
Poire Doyenné, dans le cours d'agriculture Rozier (t. 8, pl. 15).

Doyenné est le nom d'un groupe de variétés de poires sucrées composé entre autres de :
- Doyenné d'Alençon
- Doyenné Blanc
- Doyenné Boisselot
- Doyenné Boussoch
- Doyenné du Comice
- Doyenné Defays
- Doyenné d'été
- Doyenné d'hiver
- Doyenné Flon Aine
- Doyenné de Juillet
- Doyenné Louis
- Doyenné de Mérode
- Doyenné Perrault
- Doyenné de Poitiers
- Doyenné Sieule